# Herbert Haresnape
Herbert Nickall "Bert" Haresnape, född 2 juli 1880 i Liverpool, död 17 december 1962 i Birkenhead, var en brittisk simmare.
Haresnape blev olympisk bronsmedaljör på 100 meter ryggsim vid sommarspelen 1908 i London.